# Felix Ortt

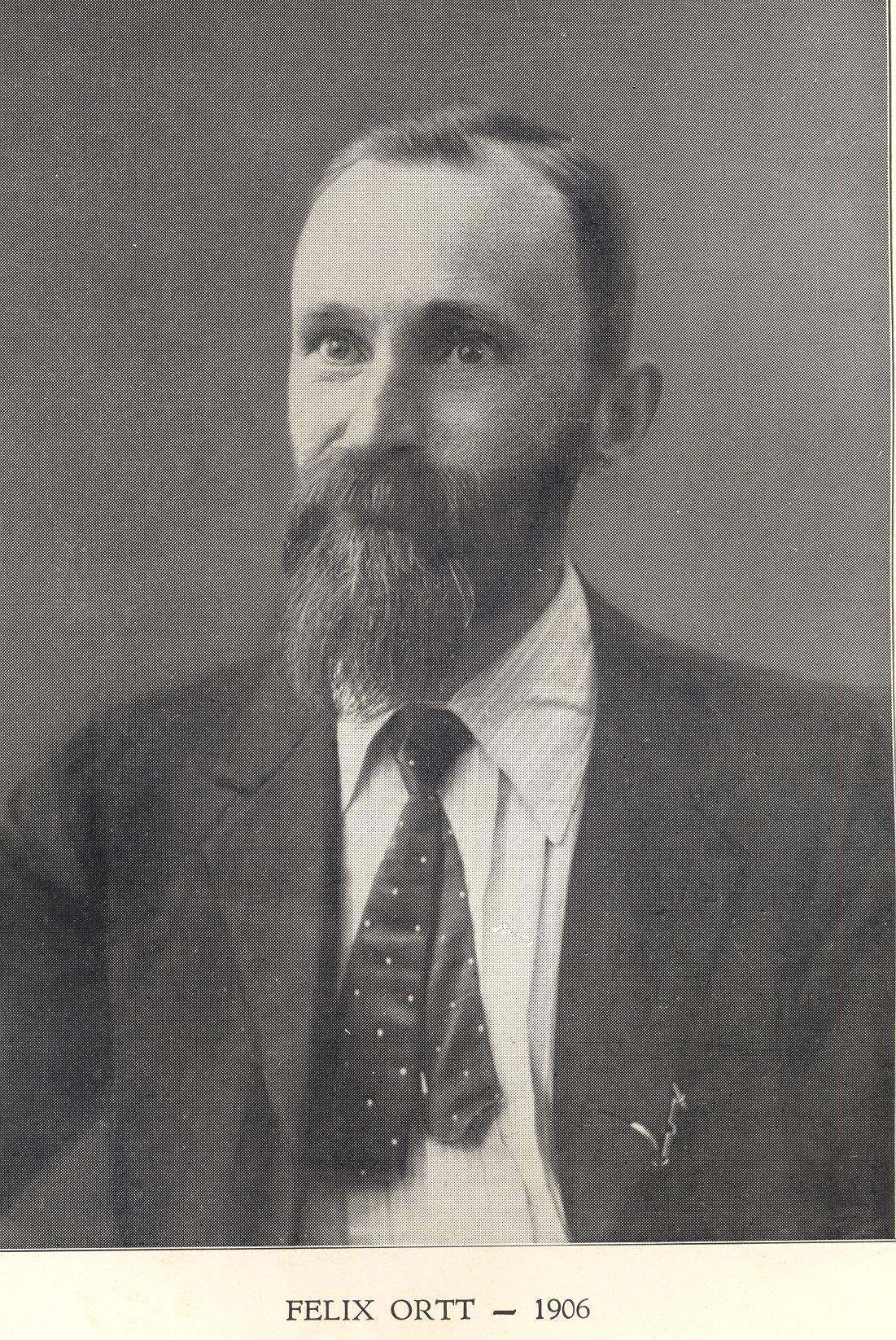
Felix Ortt (1906)

Felix (Louis) Ortt (* 9. Juni 1866 in Groningen; † 15. Oktober 1959 in Soest) war ein niederländischer Bauingenieur, Autor, Philosoph, Antimilitarist und christlicher Anarchist.

## Leben
Aufgewachsen in Haarlem besuchte Ortt die Grundschule, die Realschule (Hogere burgerschool, HBS) und studierte ab 1883 an der Technischen Universität in Delft für das Bauingenieurwesen. 1887 arbeitete er als Ingenieur bei Rijkswaterstaat. Bei Arbeiten am Merwede-Kanal erkrankte Ortt 1890 an Malaria und auf der Suche nach Genesung wurde er durch das Lesen von Schriften über die Naturkunde zum Vegetarier.
1894 war er Mitgründer des „Nederlandsche Vegetarierbond“ (Niederländischer Bund für Vegetarier) und arbeitete als Redakteur bei der Zeitschrift „Vegetarische Bode“ (Vegetarischer Bote). Bei Rijkswaterstaat kündigte er 1899, trat kurz darauf aus der Kirche aus und widmete sich dem humanitären und christlich-anarchistischem Gedankengut. Ortt beschäftigte sich ebenfalls mit Theologie, Parapsychologie, Naturwissenschaft und Philosophie. Außerhalb der Niederlande war er vor allem bekannt geworden als Pädagoge wegen seiner Meinung über sexuelle Aufklärung, unter anderen über Homosexualität, und sein Bestreben zu einem religiösen Leben.
Ortt war Mitglied der Rein Leven Beweging (sinngemäß: Keusches Leben) von deren Gründung im Jahr 1901 bis zu der Auflösung im Jahre 1929. Diese Organisation propagierte einerseits eine damals ungewöhnlich freizügige Sexualerziehung und die Gleichstellung von Mann und Frau, wollte aber ausgeübte Sexualität auf die Zeugung von Kindern begrenzen. Dies schloss die Verwendung von Verhütungsmitteln und homosexuellen Praktiken aus, eine allgemeine Abstinenz, auch von Alkohol und anderen Drogen, wurde als Grundlage eines „keuschen Lebens“ propagiert.

## Wirken
Ortt war ein einflussreicher Theoretiker und Vertreter des christlichen Anarchismus in den Niederlanden. Auf einem Kongress für Abstinenz 1896 kam er in Kontakt mit den Werken von Leo Tolstoi und studierte sozialistische und anarchistische Literatur. Zusammen mit Jacob van Rees, J.K. van der Leer und anderen war er beteiligt an der Herausgabe der Zeitschrift Vrede („Friede“), in der unter anderem der niederländische Anarchist Jan Sterringa veröffentlichte. Um 1900 gründete er mit anderen christlichen Anarchisten die „Vereniging Internationale Broederschap“ (Vereinigung der internationalen Bruderschaft, VIB) für Gewaltlosigkeit und Vegetarismus.
1903 kam es zu einem Konflikt mit der umliegenden Bevölkerung. Sie drangen auf das Gelände der „Roten Grasfresser“ (gemeint waren die Vegetarier) und es kam zu Brandstiftungen.
Einige Mitglieder der VIB wollten sich mit Waffen verteidigen, Ortt lehnte jedoch den gewaltsamen Widerstand ab. Das war das Ende der VIB. Den Untergang der „Vereinigung der internationalen Bruderschaft“ beschrieb Ortt in seinem Roman Felicia (1905). Ortts Gewaltlosigkeit und sein christlicher Glauben brachten ihn kaum in Kontakt mit der „Internationalen Antimilitaristischen Vereinigung“ (IAV), im Gegensatz zu seinen Zeitgenossen Bart de Ligt und Clara Wichmann. Die IAV schrieb spöttisch in der Zeitschrift „De Wapens Neder“ (sinngemäß: Nieder mit den Waffen) über seinen christlichen Anarchismus und nannte ihn einen „christelijke kwezel“ (christlicher Frömmler).
Trotz dieses Spottes gelang es ihm zusammen mit dem Herausgeber der Zeitschrift „De Vrije Mensch“ (Der freie Mensch), der niederländischen Friedensbewegung neue Impulse zu geben. 1901 gründete Ortt zusammen mit Lodewijk van Mierop, Menno Huizinga und Edo Fimmen die Organisation „Rein Leven Beweging“ (wörtlich: Reines Leben Bewegung, RLB), die sich gegen Prostitution, für sexuelle Enthaltsamkeit und Vegetarismus einsetzte.
1915 unterzeichnete er das „Dienstweigerungsmanifest“ und wurde Mitglied im „Bund freier Menschen“ (Het Vrije Menschen Verbond, VMV), einer Fortsetzung der niederländischen Friedensbewegung. 1920 schloss sich der VMV dem „Bond van religieuze Anarcho-Communisten“ (Bund der religiösen Anarchokommunisten) an. In den 1920er Jahren gab Ortt humanistischen Unterricht.
Die Begegnung mit Albert Einsteins Relativitätstheorie veranlasste ihn, sie auf spiritistische Themen anzuwenden („De relativiteitstheorie van Einstein uiteengezet voor een wiskundig niet-geschoold publiek“). Ortt war überzeugt von der „Wahrheit des Spiritismus“. Er entwickelte eine an der Grenze zwischen Theologie, Philosophie, Parapsychologie und Naturwissenschaft angesiedelte monistische Philosophie (monistische filosofie), die er „Pneumatologisch-Energetischen Monismus“ („pneumat-energetisch monisme“) nannte.
Er wurde dabei zu einem Vorreiter der Esoterikbewegung in den Niederlanden. Im Zweiten Weltkrieg, während der deutschen Besatzung, distanzierte er sich von einigen seiner Weggefährten, die seine nach wie vor pazifistischen Ansätze nicht mehr akzeptierten.
Nach dem Zweiten Weltkrieg lebte er zurückgezogen in Soest und unterhielt ein „Vegetarisches Büro“ (Vegetarisch Bureau). Weiterhin arbeitete er als Redakteur beim „Vegetarische Bode“ und publizierte mehrere Kochbücher mit vegetarischen Rezepten.
Felix Louis Ortt war zweimal verheiratet und Vater von sechs Kindern. Er schrieb auch unter dem Pseudonym „Felix“.

## Schriften (Auswahl)
- Christelijk anarchisme. Haarlem 1898
- Het beginsel der liefde. Den Haag 1898
- Denkbeelden van een christen-anarchist. Den Haag 1900
- Praktisch sozialisme. Amersfoort 1903.
- Het streven der christen-anarchisten. Amersfoort 1903
- Der Einfluss Tolstois auf das geistige und gesellschaftliche Leben in den Niederlanden. In: Der Sozialist. 3. Jahrgang, Nr. 1, 1911
- Brief an meine Schwester über das Geschlechtsleben. Basel 1920
- Over Kunst en schoonheid. Blaricum 1921
- Inleiding tot het pneumat-energetisch monisme. 's-Gravenhage 1917
- De superkosmos. Filosofie van het occultisme en het spiritisme. Den Haag 1949